# Lassane Zohoré
Lassane Zohoré, né à Abidjan, est un dessinateur et homme d'affaires ivoirien. 

## Biographie
Il est né le 2 mars 1967. 
Après de brèves études à l'École nationale des beaux arts, il commence sa carrière comme caricaturiste au quotidien ivoirien Fraternité Matin, où il est actif une dizaine d'années. En 1993, il rentre dans l'agence abidjanaise de McCann (en), où il gravit les échelons pour devenir le directeur artistique,. Il quitte cette société pour co-fonder en 1999, avec notamment Illary Simplice,  le magazine satirique Gbich! (onomatopée du bruit d'une claque). Il devient le directeur de la rédaction de ce magazine d'humour, de satire et de bandes dessinées. Il y crée aussi de nombreux contenus, en particulier la bande dessinée humoristique Cauphy Gombo, consacrée à un homme d'affaires corrompu et adaptée peu après en feuilleton télévisé. Le succès de Gbich le conduit à créer, toujours avec Simplice, le groupe Go Media, qui publie divers autres magazines (Go magazine, Allo police, etc.), ainsi qu'à fonder l'association de bédéistes Tache d'encre, pour rassembler les dessinateurs de presse et de BD ivoiriens, et le festival de bande dessinée Coco bulles. À partir de 2005, il se lance également dans l'animation avec le studio Afrikatoons.